# Йона Найт-Віздом
Йона Найт-Віздом (12 травня 1995) — ямайський стрибун у воду.
Учасник Олімпійських Ігор 2016, 2020 років.
Призер Панамериканських ігор 2019 року.